# 陽徳
陽徳（ようとく）は、ベトナム後黎朝の嘉宗が使用した元号。1672年 - 1674年旧10月。

## 西暦との対照表
| 陽徳 | 元年   | 2年    | 3年    |
| 西暦 | 1672年 | 1673年 | 1674年 |
| 干支 | 壬子   | 癸丑   | 甲寅   |